# Helmut Rückriegel
Helmut Rückriegel (* 20. November 1925 in Niedergründau; † 25. Januar 2016) war ein deutscher Diplomat.

## Leben
Helmut Rückriegel studierte von 1946 bis 1951 an der Universität Marburg und der Universität Heidelberg Neue Sprachen, Vergleichende Sprachwissenschaft, Politologie sowie Vergleichende Religionswissenschaft, unter anderem bei Friedrich Heiler. Er wurde 1954 in Marburg mit der Arbeit Die Gebetsdichtungen der „metaphysical poets“ zum Dr. phil. promoviert. Nach dem Studium trat er in den Staatsdienst ein.
Er arbeitete unter anderem eng mit Karl Carstens zusammen und war in den 1960er Jahren dessen persönlicher Referent sowie später Leiter des Persönlichen Büros des Bundespräsidenten Karl Carstens (1979–1984).
Rückriegel trat in den 1960er Jahren in den Dienst des Auswärtigen Amtes ein und übernahm als Legationsrat die Leitung für das German Information Center in New York, später als Legationsrat I. Klasse und Vertreter des Leiters im Referat „NATO, WEU (militärische Angelegenheiten) und Verteidigung“ des Auswärtigen Amts. 1968 wurde er Vortragender Legationsrat und Leiter des Referats 221 „Sicherheit, Abrüstung und Rüstungskontrolle in Europa“ im Auswärtigen Amt, anschließend als Botschaftsrat I. Klasse der Vertreter des Botschafters der Bundesrepublik Deutschland in Tel Aviv.
Am 15. Januar 1985 erfolgte die Ernennung zum Botschafter der Bundesrepublik Deutschland in Bangkok, ab 1988 zum Botschafter der Bundesrepublik Deutschland in Dublin. Anschließend war er im Bundesministerium des Innern tätig. Zusammen mit dem damaligen Innenminister Wolfgang Schäuble war er wesentlich in das 1990 beschlossene Dubliner Übereinkommen eingebunden.
Er war katholisch und seit 1967 verheiratet mit Brigitte geb. Krentzin; aus der Ehe stammen zwei Kinder.

### Una-Voce-Bewegung
Rückriegel engagierte sich seit 1967 für die Una-Voce-Bewegung, eine Bewegung in der römisch-katholischen Kirche, die sich ursprünglich für die Rücknahme der Liturgiereformen des Zweiten Vatikanischen Konzils und die allgemeine Wiedereinführung der Messe in tridentinischem Ritus einsetzte. Er war auf Initiative von Erich Vermehren von 1992 bis 2005 Präsident von Una-Voce Deutschland. Er war Ehrenpräsident der International Federation Una Voce (FIUV).